# Melanie Iglesias

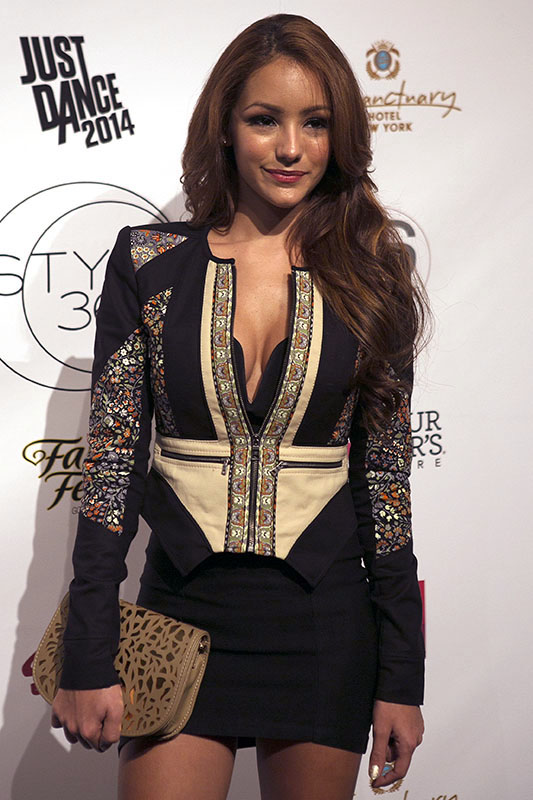
Melanie Iglesias auf der New York Fashion Week 2013

Melanie Iglesias (* 18. Juni 1987 in Brooklyn, New York City) ist eine amerikanische Schauspielerin, Model und Sängerin, die hauptsächlich durch die Fernsehserien Girl Code und Guy Code bekannt ist.

## Biografie
Melanie Iglesias kam am 18. Juni 1987 im New Yorker Stadtteil Brooklyn zur Welt. Sie besuchte die Tottenville High School in Staten Island. Sie ist puerto-ricanischer, italienischer und philippinischer Abstammung.
Sie lernte Improvisationscomedy an dem von Amy Poehler mitgegründeten Upright Citizens Brigade Theater.
Im August 2010 veröffentlichte sie das Lied Take It Off.

### Modelkarriere
Melanie Iglesias wurde 2010 zur Gewinnerin der Hometown Hotties des Magazins Maxim gewählt und setzte sich dabei gegen 7000 Mitbewerberinnen durch.
Sie erreichte 2011 einen Platz in den „Maxim Hot 100.“
Außerdem war sie in einer Sonderausgabe von Maxim USA, die drei Monate lang in den Regalen stand.
2011 erschienen 3D-Fotos von ihr in der ersten Ausgabe der Zeitschrift World's Most Beautiful.
Sie wurde Zweite in der Liste der „30 sexysten Stars unter 30“ von Vibe.

### Fernsehkarriere

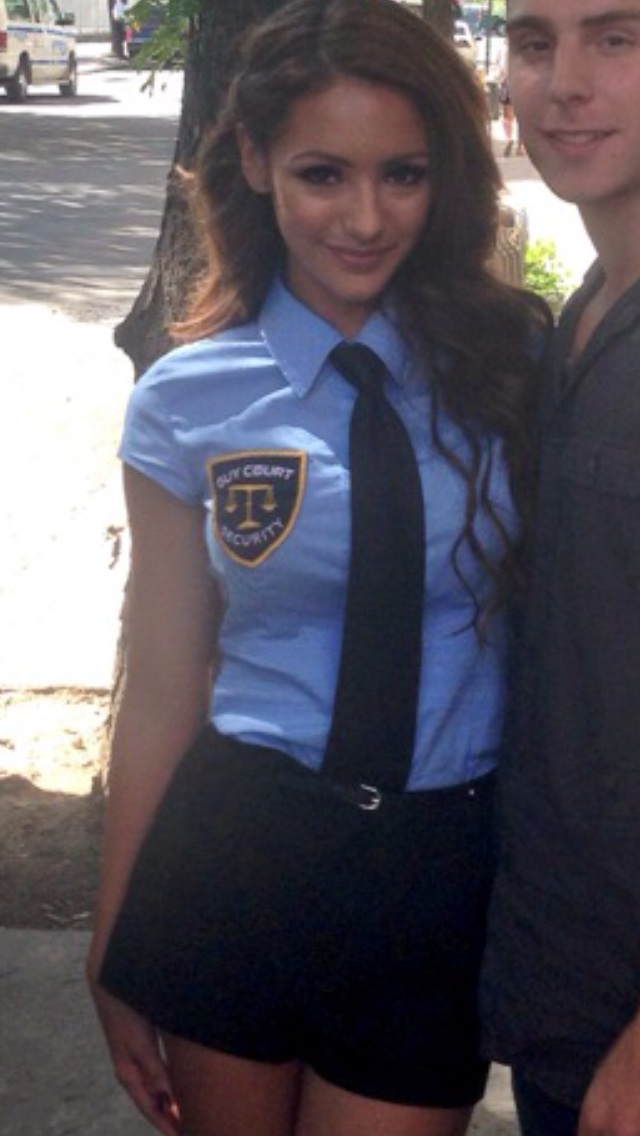
Melanie Iglesias am Set von Guy Court (2013)

Iglesias trat als Royal Flush Girl in 265 Folgen der World Poker Tour auf.
Weiterhin gehört sie zur Stammbesetzung der MTV-Serien Guy Code und Girl Code.
Weiterhin spielte sie 2013 in allen Folgen der Serie Guy Court, einem Ableger von Guy Code, die Gerichtsdienerin.
2014 moderierte sie die Sendung Off the Bat from MLB Fan Cave, in der Baseballspieler interviewt werden.
2016 spielt sie eine Hauptrolle in der Komödie Abnormal Attraction.

## Filmografie
- World Poker Tour – Royal Flush Girl
- Guy Code (2011–13)
- Girl Code (2013–2018)
- Guy Court (2013)
- Off the Bat from MLB Fan Cave (2014)
- Tosh.0 (2014)
- Orange Is the New Black (2018, Folge 6.06)